# Асановський сільський округ
Аса́новський сільський округ (каз. Асанов ауылдық округі, рос. Асановский сельский округ) — адміністративна одиниця у складі Кизилжарського району Північноказахстанської області Казахстану. Адміністративний центр — село Асаново.
Населення — 1587 осіб (2021; 1944 у 2009, 2423 у 1999, 2856 у 1989).
Станом на 1989 рік існувала Асановська сільська рада (села Асаново, Ісаковка, Мале Біле, Михайловка, Плоске, Толмачевка).

## Склад
До складу округу входять такі населені пункти:
| Населений пункт  | Старі назви | Населення, осіб (1989) | Населення, осіб (1999) | Населення, осіб (2009) | Населення, осіб (2021) |
| ---------------- | ----------- | ---------------------- | ---------------------- | ---------------------- | ---------------------- |
| Асаново, село    | -           | 1901                   | 1549                   | 1386                   | 1231                   |
| Ісаковка, село   | -           | 20                     | -                      | -                      | -                      |
| Мале Біле, село  | -           | 95                     | 80                     | 61                     | 53                     |
| Михайловка, село | -           | 140                    | 131                    | 104                    | 82                     |
| Плоске, село     | -           | 500                    | 460                    | 240                    | 144                    |
| Толмачевка, село | -           | 200                    | 203                    | 153                    | 77                     |